# Miguel Sarrias Domingo
Miguel Sarrias y Domingo (Barcelona, 19 de enero de 1930-2002) fue un  médico y primer director del instituto Gutmann. Licenciado por la Universidad de Barcelona en 1955. Entre 1958 y 1961 fue discípulo de Josep Trueta en Oxford, donde se especializó en cirugía ortopédica y traumatología. 
En 1964, el Sr. Guillermo González Gilbey le propuso la dirección médica del primer hospital en España dedicado al tratamiento de las personas con lesiones medulares, después de que pasara siete meses estudiando con  Ludwig Guttmann en Stoke Mandeville, hospital británico especializado en el tratamiento de personas con lesiones medulares.
El nuevo hospital fue inaugurado el 27 de noviembre de 1965, y en honor a Sir Ludwig Guttmann, adoptó el nombre "Instituto Guttmann, Centro de Lesionados Medulares". 
Desde entonces y hasta su jubilación en 1997, el Dr. Sarrias dirigió el hospital, guiándolo hasta convertirlo en un referente nacional. Su liderazgo se caracterizó por el rigor en la práctica asistencial, el trato humano a las personas atendidas y la exploración constante de nuevas maneras de tratar a los pacientes, destacando, por ejemplo, en la promoción de la “técnica de Barcelona” para la implantación del SARS (electroestimulación de las raíces sacro anteriores).
Al mismo tiempo, desarrolló el programa de formación de nuevos especialistas y apoyó tanto el avance de la especialidad como las asociaciones académicas españolas e internacionales. Fue el representante español de la IMSOP (International Medical Society of Paraplegia), así como iniciador y presidente de la SEP (la Sociedad Española de Paraplejía). Fue miembro de la junta editorial de la revista Paraplegia-Spinal Cord. En 1992 organizó la Reunión Científica Anual de la IMSOP, en Barcelona, coincidiendo con los Juegos Paralímpicos. En el mismo año fue condecorado con la medalla de oro del Club Europeo de Salud y fue elegido miembro vitalicio de la Academie Médicale Européene de Readaptation.